# جيمس هاريس (لاعب كريكت ويلزي)
جيمس هاريس (16 مايو 1990 في المملكة المتحدة - ) (بالإنجليزية: James Harris)‏ هو لاعب كريكت بريطاني. لعب مع نادي مقاطعة ميدلسكس للكريكت ‏ ونادي مقاطعة غلاموركن للكريكت ‏ وKent County Cricket Club ‏.

## وصلات خارجية
- جيمس هاريس على موقع إي آس بي آن كريك إنفو (الإنجليزية)